# L'aventura de l'aristòcrata fadrí
L'aventura de l'aristòcrata fadrí (anglès: The Adventure of the Noble Bachelor) és una de les 56 històries breus de Sherlock Holmes escrites per Sir Arthur Conan Doyle, és la desena de les dotze històries recopilades a Les aventures de Sherlock Holmes. La història es va publicar per primera vegada a The Strand Magazine l'abril de 1892.

## Sinopsi
La història suposa la desaparició de Hatty, la núvia de Lord St. Simon el dia del seu matrimoni. Ella participa en el casament, però desapareix de la recepció.
Els esdeveniments del dia del casament són més perplexos per a Lord St. Simon, ja que li semblava que la seva núvia, la senyoreta Hatty Doran de San Francisco, estava plena d'entusiasme pel seu imminent matrimoni. St. Simon li diu a Holmes que va notar un canvi en l'estat d'ànim de la jove just després de la cerimònia del casament. Ella era inusualment aguda amb ell. L'única cosa estranya a l'església on va tenir lloc el casament va ser el petit accident de la Hatty: va deixar caure el seu ram de noces i un senyor al banc de davant el va recollir i li va tornar.
Després que la festa nupcial entrés a la casa del pare d'Hatty per a l'esmorzar del casament, una antiga companya de St. Simon, la ballarina Flora Millar, va causar un disturbi a la porta i va ser expulsada. La Hatty va ser vista parlant amb la seva minyona en arribar a la casa; deu minuts després de l'esmorzar del casament, Hatty va afirmar "una indisposició sobtada" i es va retirar a la seva habitació. Poc temps després, es va descobrir que havia sortit de casa.
Hi ha moltes preguntes que Holmes ha de tamisar. Qui era aquella dona que intentava participar en l'esmorzar del casament? Qui era aquell home del banc davanter? Qui va ser vist aquell home entrant a Hyde Park amb Hatty? Per què el vestit de núvia i l'anell d'Hatty es van trobar arrossegats a la riba de la Serpentina ? Què havia estat d'ella?
Per a Holmes resulta més aviat un cas elemental, ja que s'ha ocupat de casos semblants i aquest no és tan complex de desentranyar, malgrat la confusió que provoca al doctor Watson i l'inspector Lestrade, aquest darrer dels quals va intentar arrossegar el Serpentine a la recerca del cos de la Senyora Sant Simó. Holmes troba la Hatty i l'estrany home al banc de davant, i el desenllaç pren la forma d'Holmes fent que Hatty s'expliqui a Lord Robert. Hatty i l'home misteriós, Francis H. Moulton, eren marit i muller. Es van separar el dia del seu casament perquè ell pogués intentar acumular una fortuna mitjançant la prospecció. Es va informar que va morir en un incursió dels apatxes en un campament miner on treballava. Hatty l'havia donat per mort, va conèixer Lord Robert i va decidir casar-se amb ell, tot i que el seu cor encara pertanyia a Frank. Frank només havia estat fet presoner pels assaltants apatxes, i va escapar i va rastrejar Hatty fins a Londres. Va arribar a l'església a temps per a la cerimònia i ella el va reconèixer a l'instant. En lloc de fer-la fer una escena a l'església, li va fer un gest perquè callés i va escriure una nota que li va lliscar mentre li retornava el ram. Ella havia volgut fugir sense dir-ho mai a ningú, però Holmes els havia rastrejat i els va convèncer que seria millor tenir tota la veritat. No obstant això, Lord Robert no es commou per les disculpes de Hatty i sent que ha estat molt mal utilitzat.

## Historial de publicacions
"The Adventure of the Noble Bachelor" es va publicar per primera vegada al Regne Unit a The Strand Magazine l'abril de 1892, i als Estats Units a l'edició nord-americana de The Strand el maig de 1892. La història es va publicar amb vuit il·lustracions de Sidney Paget a The Strand Magazine. Va ser inclòs a la col·lecció de contes Les aventures de Sherlock Holmes, que es va publicar l'octubre de 1892.

## Adaptacions

### Cinema i televisió
La història va ser adaptada com a curtmetratge mut estrenat el 1921 com a part de la sèrie de pel·lícules Stoll protagonitzada per Eille Norwood com Holmes.
La sèrie de televisió Sherlock Holmes de Granada va adaptar la història el 1993 com a llargmetratge de televisió titulat entitled The Eligible Bachelor. La pel·lícula fa canvis significatius i la inclusió d'elements d'altres parts del cànon de Holmes. Compta amb Jeremy Brett com Sherlock Holmes, Edward Hardwicke com el Dr. Watson i Simon Williams com Robert, Lord St. Simon.
La sèrie de HBO Asia/Hulu Japan del 2018, Miss Sherlock, adapta aquesta història com l'episodi "La núvia desapareguda". En aquesta versió, la solució a la història original es revela com una pista vermella, i el veritable motiu de la núvia per desaparèixer és molt diferent.

### Ràdio
Edith Meiser va adaptar la història com a episodi de la sèrie de ràdio The Adventures of Sherlock Holmes. L'episodi, titulat "The Noble Bachelor", es va emetre el 22 de desembre de 1930, protagonitzat per Richard Gordon com Sherlock Holmes i Leigh Lovell com el Dr. Watson. Una retransmissió de l'episodi es va emetre el 1933, i un remake es va emetre el juliol de 1936 (amb Gordon com a Holmes i Harry West com a Watson).
Edith Meiser també va adaptar la història com a episodi de la sèrie de ràdio The New Adventures of Sherlock Holmes, amb Basil Rathbone com a Holmes i Nigel Bruce com a Watson, que es va emetre el 13 d'octubre de 1940. Un episodi de 1943 titulat "A Sword That Deheaded Three Queens" va ser referit per alguns diaris com "The Noble Bachelor's Second Wedding", la qual cosa pot indicar que l'episodi es va inspirar en "The Adventure of the Noble Bachelor".
Una adaptació radiofònica de la història es va emetre al BBC Light Program l'any 1959, com a part de la sèrie de ràdio 1952–1969 protagonitzada per Carleton Hobbs com Holmes i Norman Shelley com Watson. Va ser adaptat per Michael Hardwick.
"The Noble Bachelor" va ser dramatitzat per a la BBC Radio 4 el 1991 per Bert Coules, com un episodi de la sèrie de ràdio 1989–1998 protagonitzada per Clive Merrison com Holmes i Michael Williams com Watson. Presentava Donald Gee com a inspector Lestrade.
La història va ser adaptada com a episodi de la sèrie de ràdio The Classic Adventures of Sherlock Holmes, protagonitzada per John Patrick Lowrie com Holmes i Lawrence Albert com Watson. L'episodi es va emetre el 2015.

## Enllaços extenrs
- The Adventures of Sherlock Holmes, incloent The Adventure of the Noble Bachelor a Standard Ebooks (anglès)